# アウェル州
アウェル州(アウェルしゅう、英語：Aweil State)は、南スーダン北西部のバハル・アル・ガザール地方西部にかつて存在した州。2020年廃止。
2014年の人口は25万1160人。
州都アウェルの2008年の人口は5万9217人。

## 隣接州
- 北：東アウェル州
- 東：ゴグリアル州
- 南：ワーウ州
- 西：ロル州

## 行政区画
- アウェル市
- アジュエトゥ郡
- アジャク郡
- アロヨ郡
- コンデク郡
- チメル郡
- バーマイェン郡
- ブオンチャイ郡
- マヨム・ウェル郡